# اورماس سالیسته
اورماس سالیسته (استونیایی: Urmas Saaliste؛ زادهٔ ۱ ژانویهٔ ۱۹۶۰) تیرانداز تراپ اهل استونی است. وی در بازی‌های المپیک تابستانی ۱۹۸۸ و بازی‌های المپیک تابستانی ۱۹۹۲ شرکت کرده‌است.